# صورت سود و زیان
صورت سود و زیان، یکی از صورت‌های مالی اساسی است که چگونگی و نتیجه عملکرد مالی یک شخصیت حقوقی را طی یک دوره مالی مُعَیَن نشان می‌دهد.
به بیانی ساده‌تر، صورت حسابی که عملکرد مالی شرکت را در یک بازه زمانی خاص اندازه‌گیری می‌کند، صورت حساب سود و زیان گفته می‌شود. این صورت حساب با ارائه خلاصه‌ای از اینکه کسب‌وکارها چگونه درآمدها و هزینه‌های خود را از طریق فعالیت‌های عملیاتی و غیرعملیاتی کسب می‌کنند، محاسبه می‌شود. همچنین سود یا زیان خالص ایجادشده شرکت را در یک دوره حسابداری خاص، معمولاً در یک فصل ، ماه یا سال مالی نشان می‌دهد.

## سود و زیان
سود و زیان واحد اقتصادی به شکل زیر محاسبه می شود:
فروش - (بهای تمام شده) = سود (زیان) ناخالص
*در علوم مالی و حسابداری مبالغ منفی را با پرانتز نمایش میدهند،در اینجا اگر بهای تمام شده از فروش بیشتر باشند، زیان اتفاق می افتد که با پرانتز به صورت منفی نمایش داده می شود.
سود عملیاتی از کسر هزینه های عملیاتی از سود ناخالص به دست می آید.
سود خالص از کسر شدن هزینه های غیرعملیاتی و مالیات به دست می آید.
سود (زیان) ناخالص - هزینه های عملیاتی+ درآمد های عملیاتی = سود (زیان) عملیاتی
سود (زیان) عملیاتی - هزینه های غیر عملیاتی + درآمد های غیر عملیاتی= سود (زیان) قبل از کسر مالیات
سود(زیان) قبل از کسر مالیات - مالیات = سود (زیان) خالص
فرمول نحوه محاسبه سود و زیان انباشته:
سود انباشته = سود انباشته‌ی ابتدایی دوره + خالص سود و زیان – سود سهام نقدی – سود سهمی

## روش‌های تهیه
صورت سود و زیان همان‌طور که از نامش پیدا است برای تعیین سود یا زیان ویژه واحد مالی تهیه می‌شود؛ و شامل خلاصه‌ای از درآمدها و هزینه‌ها برای یک دوره زمانی معین است.

این صورت معمولاً به دو روش تهیه می‌شود:
1. تک‌مرحله‌ای
2. دومرحله‌ای

تک‌مرحله‌ای
در این روش ابتدا کلیه درآمدها یکجا و در ادامه کلیه هزینه‌ها در زیر آن‌ها آورده می‌شود و در نهایت از تفاضل آن‌ها به سود یا زیان قبل از کسر مالیات می‌رسیم که با کسر مالیات (در صورتی که مؤسسه سود داشته باشد) به سود یا زیان بعد از کسر مالیات یا همان سود یا زیان ویژه خواهیم رسید.
دومرحله‌ای
در این روش ابتدا درآمدهای عملیاتی آورده شده در ادامه هزینه‌های عملیاتی ذکر می‌گردد که از تفاضل این دو به سود یا زیان عملیاتی می‌رسیم در مرحله بعد درآمدهای غیر عملیاتی و هزینه‌های غیر عملیاتی آورده می‌شود که از تفاضل این مرحله و مرحله قبل به سود و زیان قبل از کسر مالیات می‌رسیم که با کسر مالیات به سود و زیان بعد از کسر مالیات یا همان سود و زیان ویژه خواهیم رسید.
به صورت حساب سود و زیان صورت حساب درآمد یا صورت حساب عملیات نیز گفته می‌شود. مهم‌ترین بخش صورت حساب سود و زیان قسمت پایانی آن یعنی سود یا زیان ویژه است که نتیجه فعالیت یک واحد تجاری را نشان می‌دهد که آیا واحد تجاری در طول دوره مالی فعالیتش سودآور بوده‌است یا خیر.
به‌طور کلی صورت سود و زیان یک واحد خدماتی به روش تک مرحله‌ای به صورت زیر می‌باشد:
| درآمدها:                     | درآمد فروش ×× درآمد خدمات ××                                        |      |  |
| جمع درآمد ها:                |                                                                     | XX   |  |
| کسر می‌شود هزینه‌ها:           | هزینه اجاره ×× هزینه بیمه ×× هزینه حقوق ×× هزینه آب و برق و تلفن ×× |      |  |
| جمع هزینه‌ها :                |                                                                     | (××) |  |
| سود (زیان) قبل از کسر مالیات |                                                                     | ××   |  |
| مالیات                       |                                                                     | (××) |  |
| سود (زیان) خالص              |                                                                     | ××   |  |

حالا با توجه به مطالب ارائه شده در بالا و با توجه به مفروضات درس‌های قبلی صورت حساب سود و زیان برای مؤسسه خدماتی محمد و حسن یه شکل زیر تهیه می‌شود:

مؤسسه خدماتی محمد و حسن

صورت حساب سود و زیان

برای دوره مالی منتهی به ۳۱/۲/۸۴

درآمد:

درآمد خدمات آموزشی ۵٫۰۰۰٫۰۰۰

کسر می‌شود هزینه‌ها:

هزینه اجاره ۱٫۰۰۰٫۰۰۰

هزینه حقوق ۱٫۰۰۰٫۰۰۰

هزینه آب و برق و تلفن ۲۵۰٫۰۰۰

جمع هزینه‌ها ۲٫۲۵۰٫۰۰۰

سود و (زیان) قبل از کسر مالیات ۲٫۷۵۰٫۰۰۰

مالیات به مآخذ ۲۵٪ (۶۸۷٫۵۰۰)

سود (زیان) ویژه ۲٫۰۶۲٫۵۰۰
- سود (زیان) ویژه :چنانچه درآمدهای یک واحد مالی نسبت به هزینه‌های آن بیشتر باشد آن واحد مالی دارای سود بوده و اگر هزینه‌ها نسبت به درآمدها بیشتر باشند واحد مالی دارای زیان است.
  - درآمدهای عملیاتی و هزینه‌های عملیاتی به مواردی گفته می‌شود که مستقیماً مربوط به عملیات جاری و اصلی شرکت است و در غیر اینصورت از اصطلاح درآمد و هزینه غیر عملیاتی استفاده می‌شود. به‌طور مثال در مؤسسه خدماتی محمد و حسن درآمد آموزشی جزو درآمدهای عملیاتی بوده و اگر همین مؤسسه با فروش یکدستگاه خودرو منافعی به دست بیاورد چون جزء عملیات جاری آن نبوده بنابراین درآمد آن غیر عملیاتی محسوب می‌شود.
    - مآخذ ۲۵٪ طبق قانون مالیات‌های مستقیم محاسبه شده‌است.